# Frohen-sur-Authie
Frohen-sur-Authie is een gemeente in het Franse departement Somme (regio Hauts-de-France) en telt 213 inwoners (2008). De gemeente maakt deel uit van het arrondissement Amiens. De gemeente ontstond in 2007 na de fusie van Frohen-le-Grand met Frohen-le-Petit.

## Geografie
De oppervlakte van Frohen-sur-Authie bedraagt 7,08 km², de bevolkingsdichtheid is 30,1 inwoners per km².
De onderstaande kaart toont de ligging van Frohen-sur-Authie met de belangrijkste infrastructuur en aangrenzende gemeenten.

## Demografie
Onderstaande figuur toont het verloop van het inwonertal (bron: INSEE-tellingen).